# Liam Lindsay
Liam James Lindsay (Glasgow, 12 ottobre 1995) è un calciatore scozzese, difensore del Preston N.E.

## Carriera

### Club
Ha giocato nella prima divisione scozzese e nella seconda divisione inglese.

### Nazionale
Il 1º ottobre 2024 viene convocato per la prima volta dalla Scozia.